# Piper fallenii
Piper fallenii är en pepparväxtart som beskrevs av Alwyn Howard Gentry. Piper fallenii ingår i släktet Piper och familjen pepparväxter. Inga underarter finns listade i Catalogue of Life.